# Certum est quia impossibile est
Certum est quia impossibile est è una locuzione latina che, tradotta letteralmente, significa è certo perché è impossibile.
La frase è attribuita a Tertulliano, apologeta del II secolo, secondo il quale i dogmi della religione cristiana vanno sostenuti con convinzione tanto maggiore quanto meno sono comprensibili alla ragione. La frase è scritta in relazione alla resurrezione di Cristo.